# Mohamed Ali Amri
Mohamed Ali Amri (arabe : محمد علي العمري), né le 19 mai 1996, est un footballeur tunisien qui évolue au poste d'attaquant.

## Biographie
Lors de la saison 2019-2020, il inscrit huit buts en première division tunisienne. Le 8 août 2020, il est l'auteur d'un doublé sur la pelouse du Croissant sportif chebbien, permettant à son équipe de l'emporter 2-3 à l'extérieur.
Il remporte la coupe de Tunisie en 2020 avec l'Union sportive monastirienne, en s'imposant en finale contre l'Espérance sportive de Tunis.

## Palmarès
US Monastir
- Coupe de Tunisie (1) :
  - Vainqueur : 2020.